# Louis Ravel
Pour les articles homonymes, voir Ravel (homonymie).

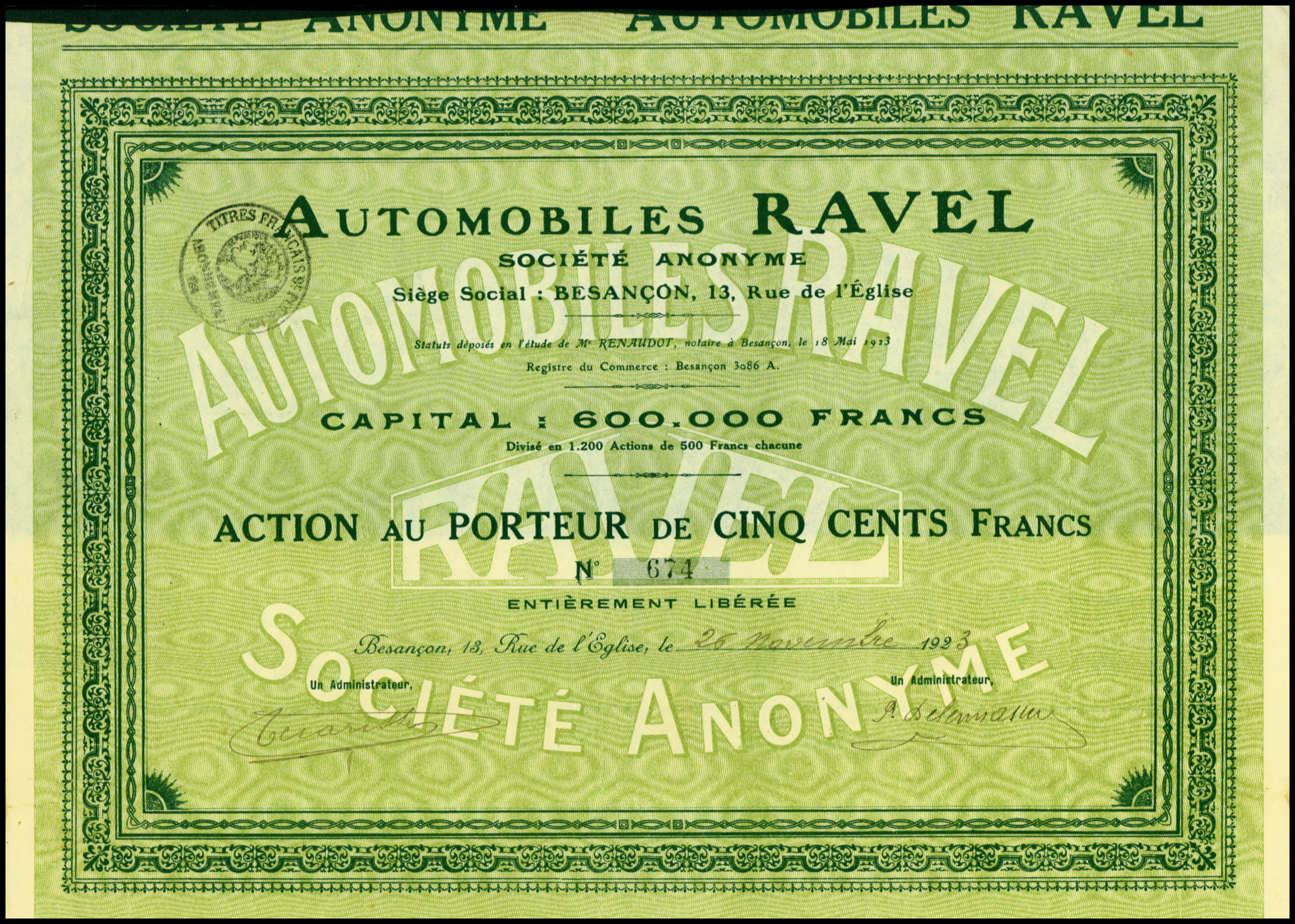
Action de l'Automobiles Ravel S.A., issued 26. November 1923

Louis Ravel (1872-1930) est un industriel français, fondateur d'industries automobiles à Neuilly-sur-Seine, puis à Besançon en Bourgogne-Franche-Comté, dont en particulier Th. Schneider avec Théodore Schneider en 1910, et « S.A des Automobiles Ravel » entre 1923 et 1928,.

## Historique

### Neuilly-sur-Seine
En 1898, au début de l'histoire de l'industrie automobile, Louis Ravel fonde la « Société des Automobiles Louis Ravel » rue de Longchamp à Neuilly-sur-Seine près de Paris, pour produire un vis-à-vis de sa propre conception, à moteur bicylindre en V de 4 ch, fabriqué à l'unité à la commande, dont la vitesse de pointe élevée fait sa renommée dans les beaux quartiers de la capitale. En 1901 il s'agrandit en déménageant son usine rue Garnier, puis la revend en 1902 au constructeur automobile Alcyon d'Edmond Gentil, pour fonder une industrie de moteur à essence inspiré des moteurs De Dion-Bouton. 

### Besançon
En 1906 il vend son entreprise parisienne, pour s'associer avec le fabricant de moteurs Émile Amstoutz de Besançon, avec qui il fonde l'industrie Amstoutz-Ravel et Cie, du 27 quai de Strasbourg, puis une seconde usine Ravel en 1907 au 28 avenue Fontaine Argent, pour fabriquer une gamme de châssis / moteur réputé au niveau mondial pour sa fiabilité et sa simplicité d'entretien (à cette époque, les clients font alors souvent installer les carrosseries de leur automobile chez des carrossiers spécialisés de leur choix). 
En 1910 Louis Ravel s'associe avec les industries lyonnaises Rochet-Schneider / Société du carburateur Zénith de Théodore Schneider, pour fonder avec succès l'industrie automobile Th. Schneider de Besançon, avec un premier modèle de 10-12 CV de 4 cylindres à carburateur Zénith en 1911, ainsi que des camionnettes et ambulances..., avec un effectif d'environ 1000 employés pour une production d'environ 300 à 500 véhicules annuels...

Quelques véhicules Th Schneider
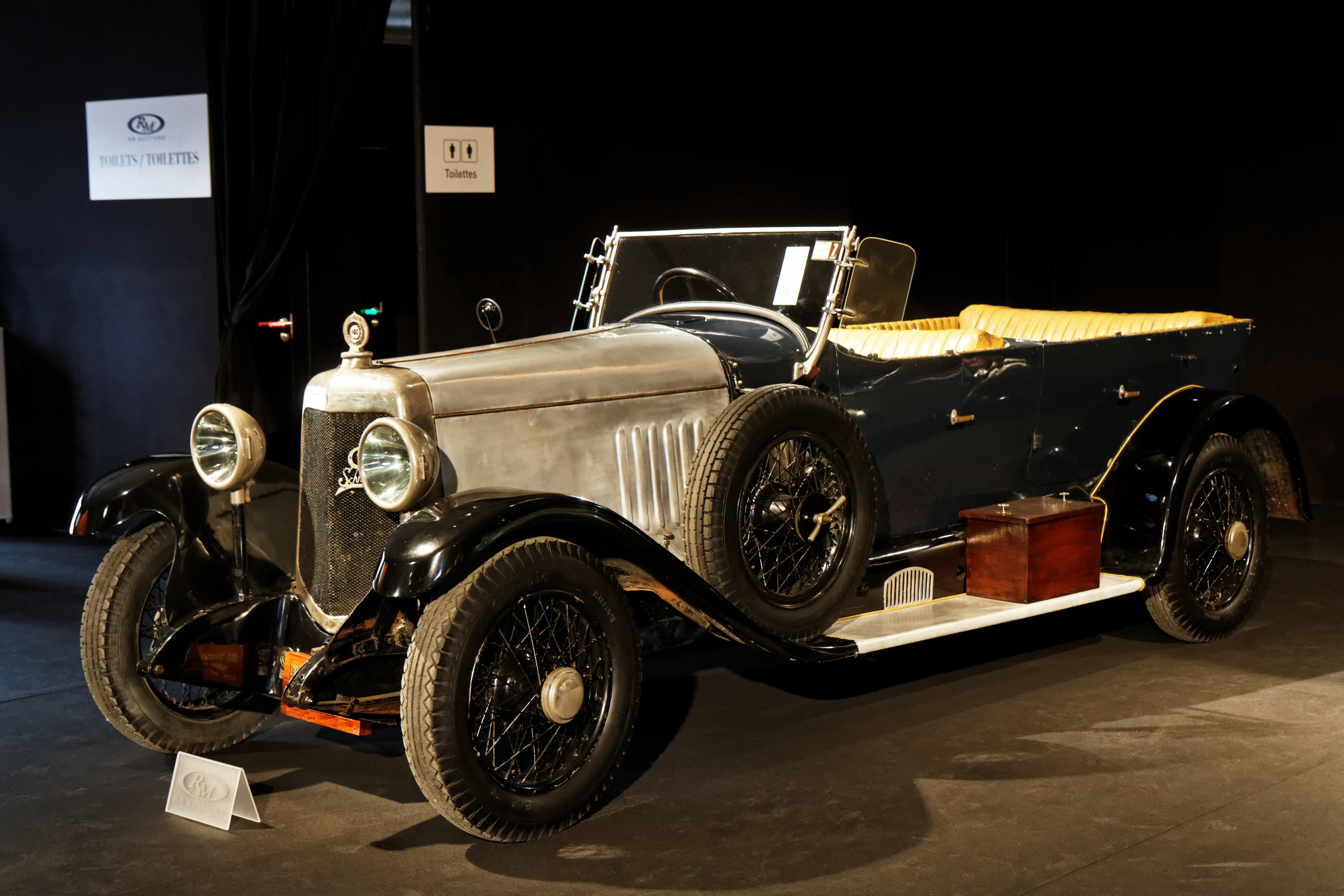
Th. Schneider 4½ Litre Tourer de 1921
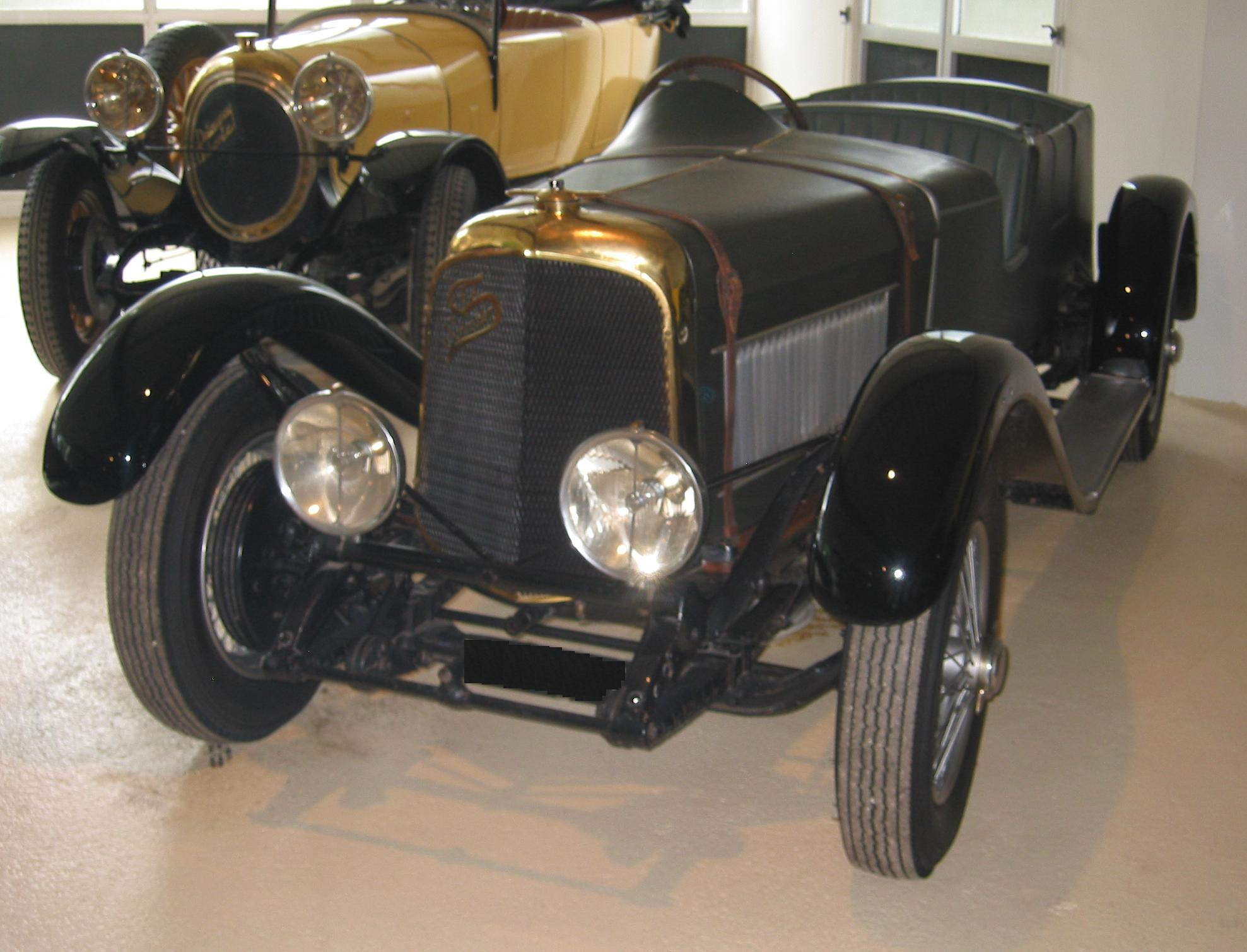
Th. Schneider de 1926
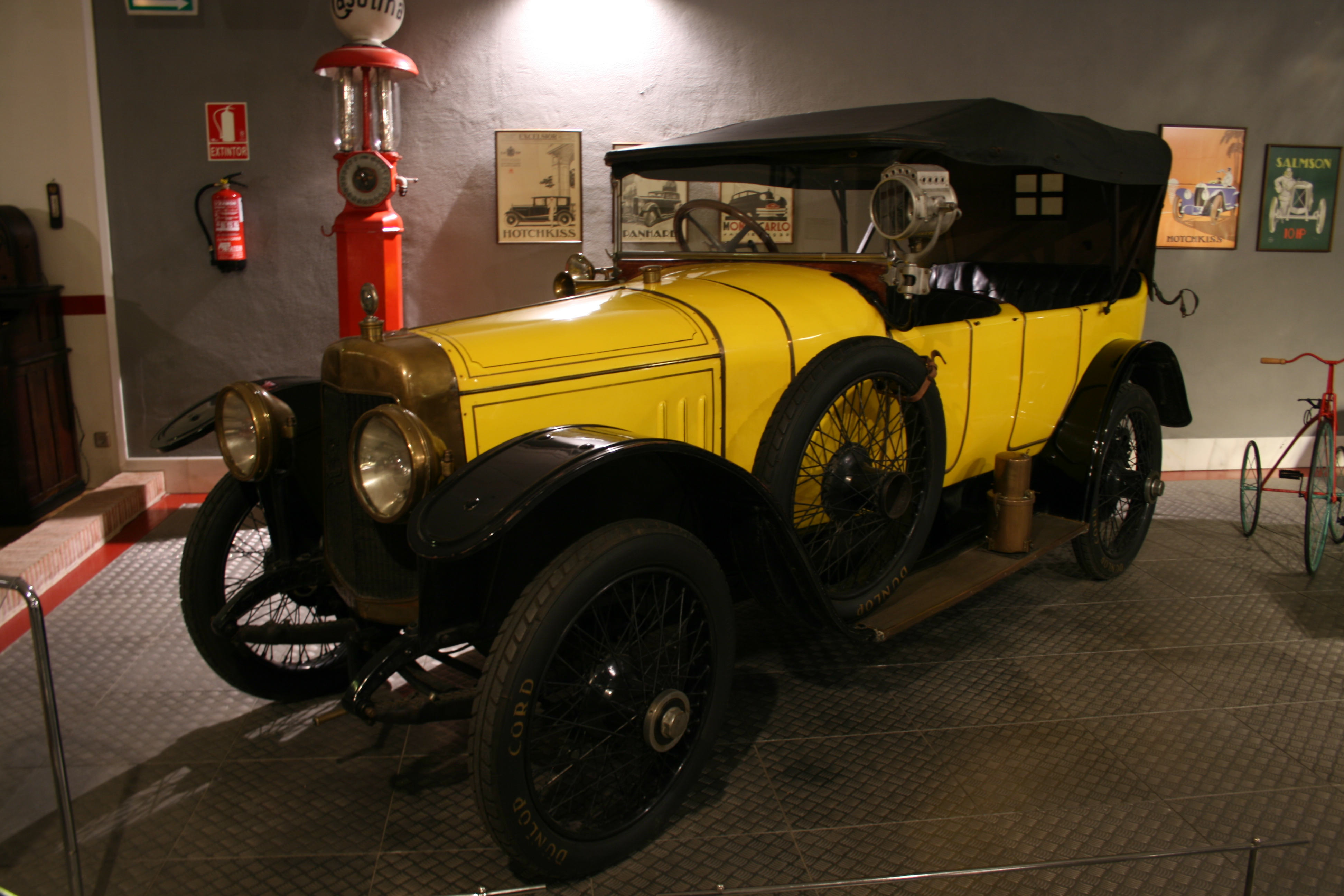
Th. Schneider 14/16 MP de 1926 (musée automobile de Salamanque en Espagne)
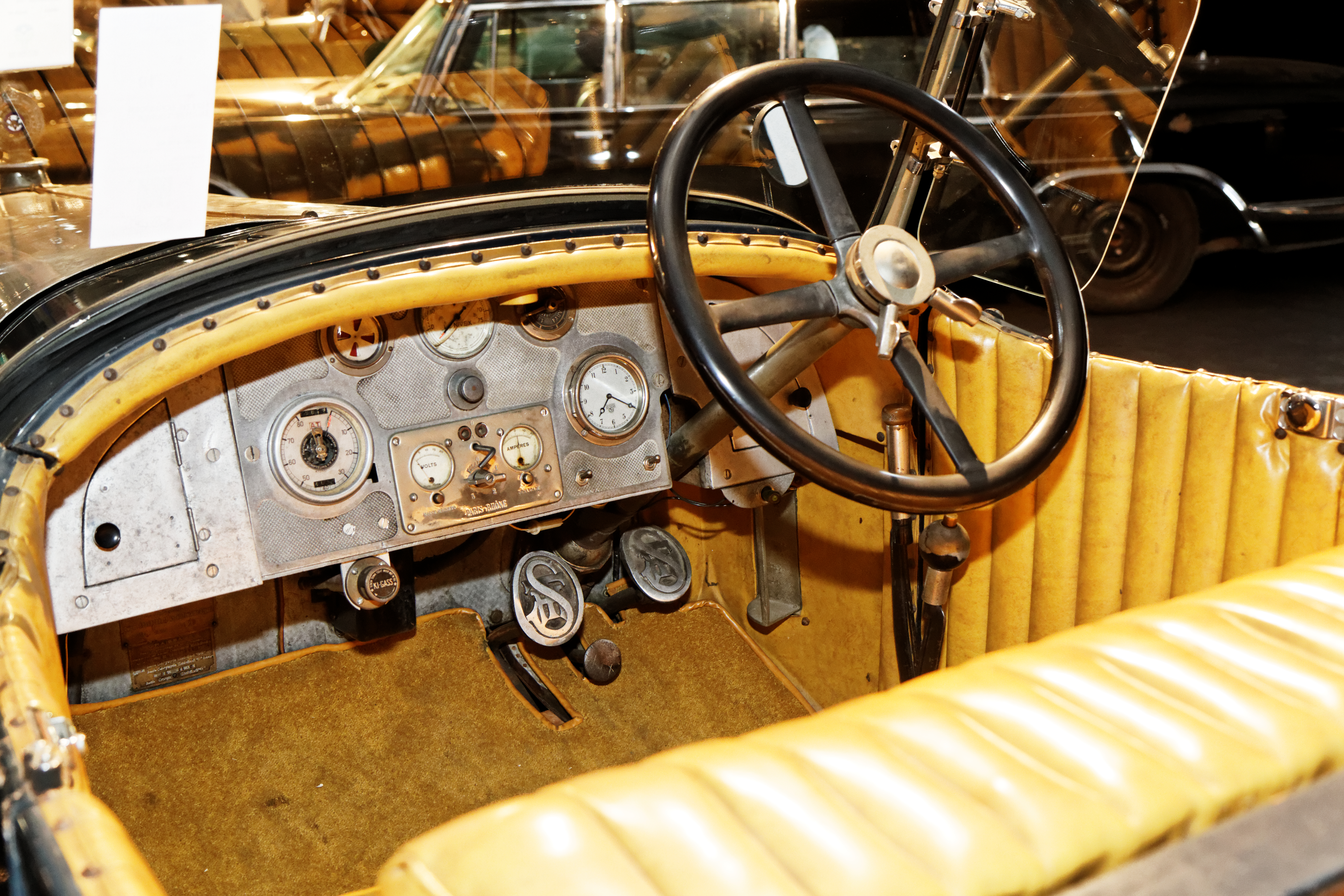
Tableau de bord

Après la Première Guerre mondiale il fonde en 1922 sa propre industrie « S.A des Automobiles Ravel » rue de l'église, et présente avec succès une Ravel (châssis et moteur quatre cylindres de 2 296 cm3 pour 12 ch) au Mondial de l'automobile de Paris 1923, inspirée des Rolls-Royce, Lorraine-Dietrich, et autre Hispano-Suiza de l'époque, reconnue comme exemplaire pour sa qualité de fabrication et sa simplicité. Il l'améliore avec le temps en déposant de nombreux brevets, avec une production d'environ 350 véhicules annuels vendus en France, Suisse, Belgique, et en Angleterre. En 1925 il ajoute à son catalogue un second modèle plus petit de Ravel à moteur de 1 460 cm3 pour 11,9 à 13 ch, puis un troisième modèle Ravel à moteur six cylindres de 2,5 l en 1927.

Quelques véhicules Ravel
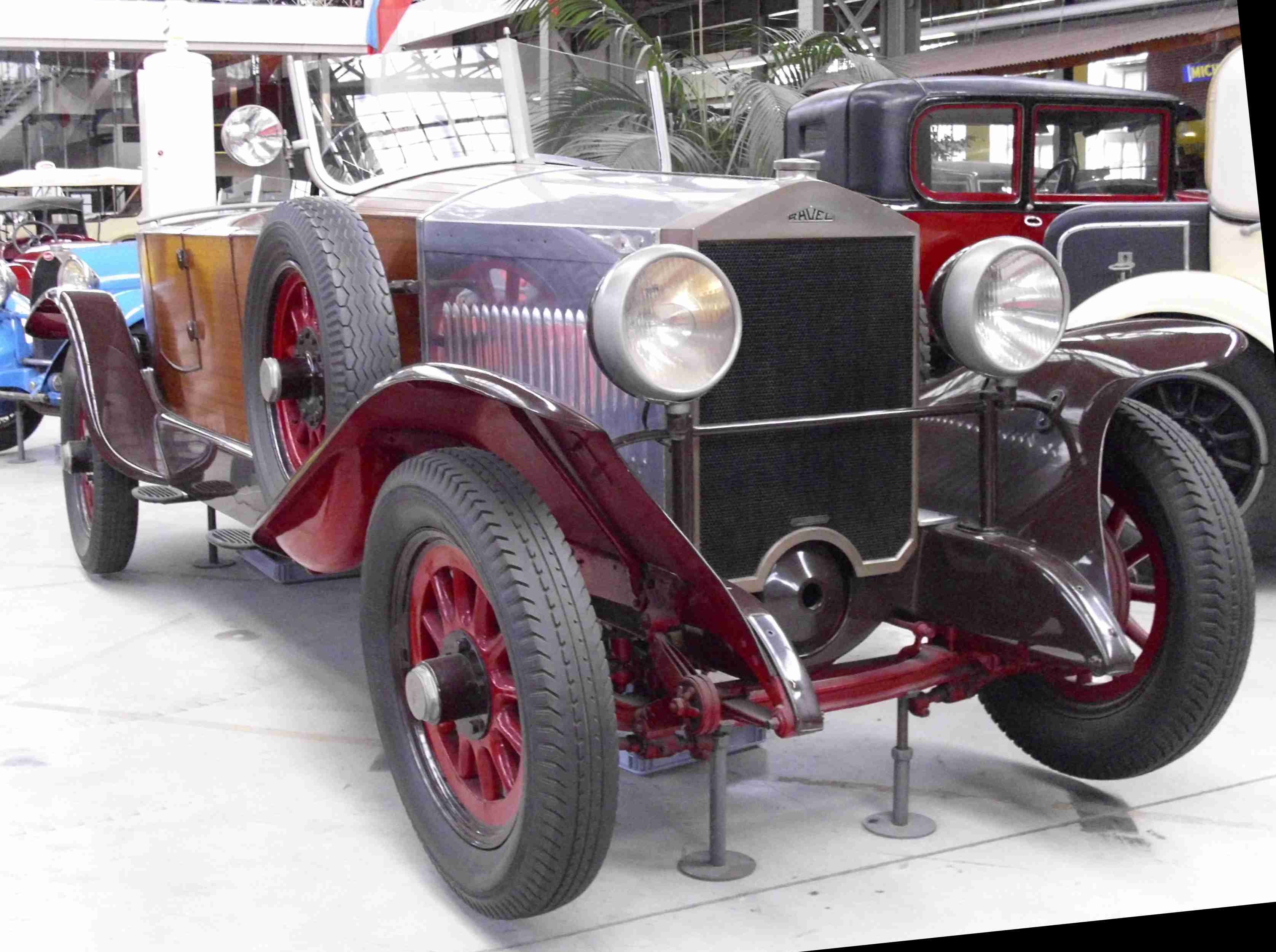
Ravel de 1925 (musée Autoworld de Bruxelles)
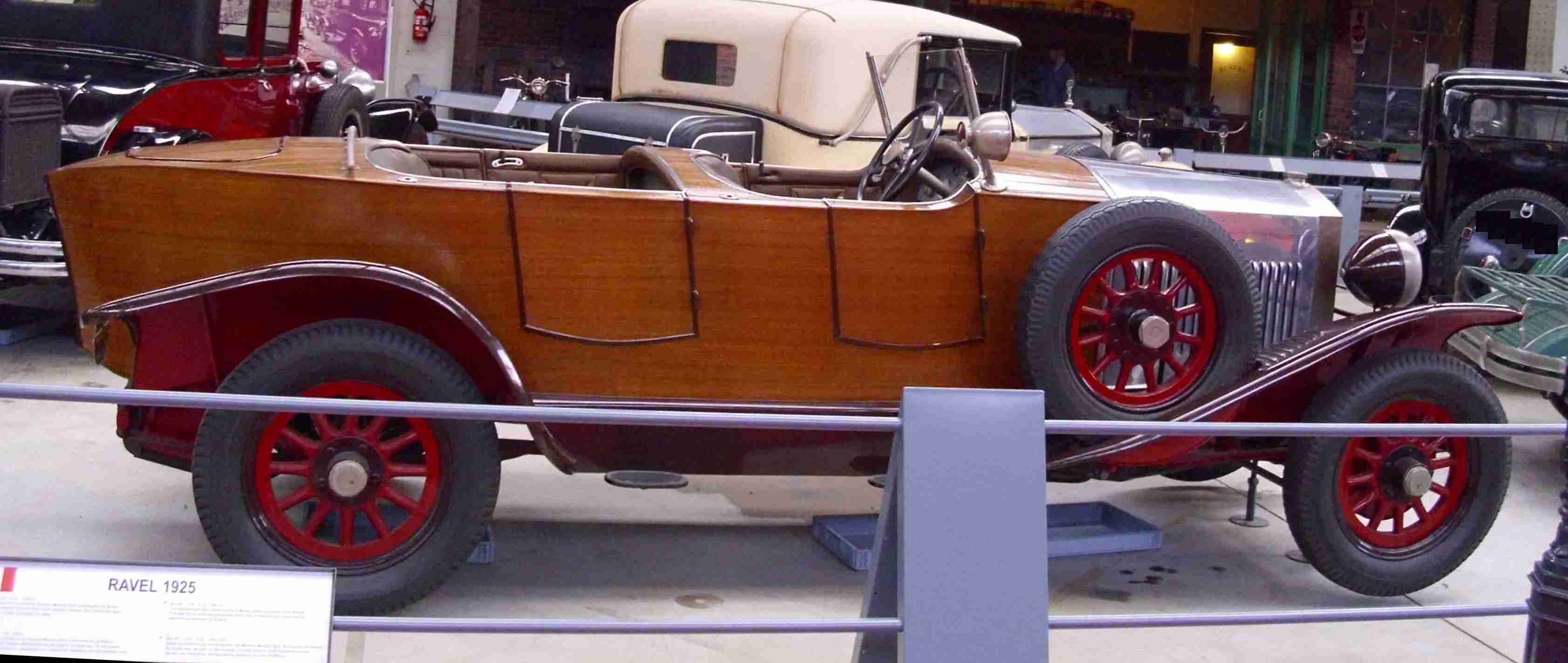
Ravel de 1925 avec carrosserie Runabout / Skiff  (musée Autoworld de Bruxelles)

En 1929 les difficultés de rentabilité de son industrie dues à la Grande Dépression de 1929, et à la concurrence des grosses industries automobiles entre autres d'André Citroën, Louis Renault, et de la famille Peugeot, qui se développent en appliquant les modèles de production américains Taylorisme / Fordisme, pour diviser leurs prix de production par trois, l'oblige à mettre fin à son activité. Louis Ravel disparaît en 1930 à l'âge de 58 ans.

## Production Ravel
- 1923 : Ravel à moteur quatre cylindres de 2 296 cm3 de 12 ch
- 1925 : Ravel à moteur quatre cylindres de 1 460 cm3 de 11,9 à 13 ch
- 1927 : Ravel à moteur six cylindres de 2,5 l